# Kvalifikace na Mistrovství světa ve fotbale 2006 (OFC)
Kvalifikace na Mistrovství světa ve fotbale 2006 zóny OFC určila účastníka mezikontinentální baráže proti pátému celku zóny CONMEBOL.
V oceánské kvalifikační zóně byly tři fáze. Nejvýše postavené celky žebříčku FIFA - Austrálie a Nový Zéland byly nasazeny do druhé fáze. V první fází bylo 10 týmů rozlosováno do dvou skupin po 5, kde se utkaly jednokolově na jednom centralizovaném místě. První dva týmy z každé skupiny postoupily. Ve druhé fázi bylo se 6 týmů utkalo jednokolově na centralizovaném místě. První dva týmy postoupily do třetí fáze. V ní se utkaly systémem doma a venku o účast v mezikontinentální baráži proti pátému týmu zóny CONMEBOL.
První dvě fáze byly zároveň součástí kvalifikace na Oceánský pohár národů 2004.

## První fáze

### Skupina 1
| Tým                 | Z | V | R | P | GV | GI | +/- | B  |
| ------------------- | - | - | - | - | -- | -- | --- | -- |
| Šalomounovy ostrovy | 4 | 3 | 1 | 0 | 14 | 1  | +13 | 10 |
| Tahiti              | 4 | 2 | 2 | 0 | 5  | 1  | +4  | 8  |
| Nová Kaledonie      | 4 | 2 | 1 | 1 | 16 | 2  | +14 | 7  |
| Tonga               | 4 | 1 | 0 | 3 | 2  | 17 | -15 | 3  |
| Cookovy ostrovy     | 4 | 0 | 0 | 4 | 1  | 17 | -16 | 0  |

Týmy  Šalomounovy ostrovy a  Tahiti postoupily do druhé fáze.
| 10. května 2004 14:00                             |        |       |                                                                       |
| Šalomounovy ostrovy                               | 6 – 0  | Tonga | Lawson Tama, Honiara diváci: 12 385 rozhodčí: Harry Attison (Vanuatu) |
| Fa'arodo 12', 30', 77' Maemae 62', 76' Samani 79' | Report |       | Lawson Tama, Honiara diváci: 12 385 rozhodčí: Harry Attison (Vanuatu) |

| 10. května 2004 16:00   |        |                 |                                                                      |
| Tahiti                  | 2 – 0  | Cookovy ostrovy | Lawson Tama, Honiara diváci: 12 000 rozhodčí: Rajendra Singh (Fidži) |
| Temataua 2' Moretta 80' | Report |                 | Lawson Tama, Honiara diváci: 12 000 rozhodčí: Rajendra Singh (Fidži) |

| 12. května 2004 14:00                                   |        |                 |                                                                     |
| Šalomounovy ostrovy                                     | 5 – 0  | Cookovy ostrovy | Lawson Tama, Honiara diváci: 14 000 rozhodčí: Lencie Fred (Vanuatu) |
| Waita 21' Omokirio 27' Samani 45' Maemae 70' Leslie 81' | Report |                 | Lawson Tama, Honiara diváci: 14 000 rozhodčí: Lencie Fred (Vanuatu) |

| 12. května 2004 16:00 |        |                |                                                                     |
| Tahiti                | 0 – 0  | Nová Kaledonie | Lawson Tama, Honiara diváci: 14 000 rozhodčí: Leone Rakaroi (Fidži) |
|                       | Report |                | Lawson Tama, Honiara diváci: 14 000 rozhodčí: Leone Rakaroi (Fidži) |

| 15. května 2004 14:00   |        |                 |                                                                                    |
| Tonga                   | 2 – 1  | Cookovy ostrovy | Lawson Tama, Honiara diváci: 15 000 rozhodčí: Salaiau Sosongan (Papua Nová Guinea) |
| Uhatahi 46' Vaitiki 61' | Report | Pareanga 59'    | Lawson Tama, Honiara diváci: 15 000 rozhodčí: Salaiau Sosongan (Papua Nová Guinea) |

| 15. května 2004 16:00    |        |                |                                                                       |
| Šalomounovy ostrovy      | 2 – 0  | Nová Kaledonie | Lawson Tama, Honiara diváci: 20 000 rozhodčí: Harry Attison (Vanuatu) |
| Omokirio 10' G. Suri 42' | Report |                | Lawson Tama, Honiara diváci: 20 000 rozhodčí: Harry Attison (Vanuatu) |

| 17. května 2004 14:00                                                |        |                 |                                                                   |
| Nová Kaledonie                                                       | 8 – 0  | Cookovy ostrovy | Lawson Tama, Honiara diváci: 400 rozhodčí: Rajendra Singh (Fidži) |
| P. Wajoka 3' M. Hmae 20', 40', 42', 52', 85' Djamali 25' J. Hmae 35' | Report |                 | Lawson Tama, Honiara diváci: 400 rozhodčí: Rajendra Singh (Fidži) |

| 17. května 2004 16:00     |        |       |                                                                                 |
| Tahiti                    | 2 – 0  | Tonga | Lawson Tama, Honiara diváci: 400 rozhodčí: Salaiau Sosongan (Papua Nová Guinea) |
| G. Wajoka 1' Temataua 78' | Report |       | Lawson Tama, Honiara diváci: 400 rozhodčí: Salaiau Sosongan (Papua Nová Guinea) |

| 19. května 2004 14:00                                                      |        |       |                                                                     |
| Nová Kaledonie                                                             | 8 – 0  | Tonga | Lawson Tama, Honiara diváci: 14 000 rozhodčí: Lencie Fred (Vanuatu) |
| J. Hmae 4' Poatinda 26', 42', 79' M. Hmae 45' P. Wajoka 54', 58' Kaumé 72' | Report |       | Lawson Tama, Honiara diváci: 14 000 rozhodčí: Lencie Fred (Vanuatu) |

| 19. května 2004 16:00 |        |           |                                                                     |
| Šalomounovy ostrovy   | 1 – 1  | Tahiti    | Lawson Tama, Honiara diváci: 18 000 rozhodčí: Leone Rakaroi (Fidži) |
| B. Suri 80'           | Report | Simon 30' | Lawson Tama, Honiara diváci: 18 000 rozhodčí: Leone Rakaroi (Fidži) |

### Skupina 2
| Tým               | Z | V | R | P | GV | GI | +/- | B  |
| ----------------- | - | - | - | - | -- | -- | --- | -- |
| Vanuatu           | 4 | 3 | 1 | 0 | 16 | 2  | +14 | 10 |
| Fidži             | 4 | 3 | 0 | 1 | 19 | 5  | +14 | 9  |
| Papua Nová Guinea | 4 | 2 | 1 | 1 | 17 | 6  | +11 | 7  |
| Samoa             | 4 | 1 | 0 | 3 | 5  | 11 | -6  | 3  |
| Americká Samoa    | 4 | 0 | 0 | 4 | 1  | 34 | -33 | 0  |

Týmy  Vanuatu a  Fidži postoupily do druhé fáze.
| 10. května 2004   |        |            |                                                                                      |
| Papua Nová Guinea | 1 – 1  | Vanuatu    | Toleafoa J.S. Blatter Complex, Apia diváci: 500 rozhodčí: Matthew Breeze (Austrálie) |
| Wasi 73'          | Report | Lauru 90+' | Toleafoa J.S. Blatter Complex, Apia diváci: 500 rozhodčí: Matthew Breeze (Austrálie) |

| 10. května 2004                                |        |                |                                                                                             |
| Samoa                                          | 4 – 0  | Americká Samoa | Toleafoa J.S. Blatter Complex, Apia diváci: 500 rozhodčí: Michael Afu (Šalomounovy ostrovy) |
| Bryce 12' Fasavalu 30', 53' Michael 66' (pen.) | Report |                | Toleafoa J.S. Blatter Complex, Apia diváci: 500 rozhodčí: Michael Afu (Šalomounovy ostrovy) |

| 12. května 2004 |        |                                                                                   |                                                                                  |
| Americká Samoa  | 1 – 9  | Vanuatu                                                                           | Toleafoa J.S. Blatter Complex, Apia diváci: 400 rozhodčí: Neil Fox (Nový Zéland) |
| Natia 39'       | Report | Qorig 30' (pen.), 45+' Mermer 37', 56', 90+' Poida 55' Chilia 65' Maleb 80', 90+' | Toleafoa J.S. Blatter Complex, Apia diváci: 400 rozhodčí: Neil Fox (Nový Zéland) |

| 12. května 2004                                |        |                       |                                                                                           |
| Fidži                                          | 4 – 2  | Papua Nová Guinea     | Toleafoa J.S. Blatter Complex, Apia diváci: 400 rozhodčí: Constantinos Diomis (Austrálie) |
| Rabo 24' Toma 45+' Gataurua 78' Rokotakala 90' | Report | Davani 12' Komboi 44' | Toleafoa J.S. Blatter Complex, Apia diváci: 400 rozhodčí: Constantinos Diomis (Austrálie) |

| 15. května 2004                                                                                     |        |                |                                                                                  |
| Fidži                                                                                               | 11 – 0 | Americká Samoa | Toleafoa J.S. Blatter Complex, Apia diváci: 300 rozhodčí: Neil Fox (Nový Zéland) |
| Toma 7', 11', 16' Vulivuli 24' Rokotakala 32', 38' Sabutu 45+', 81' Masinisau 60' Gataurua 75', 77' | Report |                | Toleafoa J.S. Blatter Complex, Apia diváci: 300 rozhodčí: Neil Fox (Nový Zéland) |

| 15. května 2004 |        |                                  |                                                                                      |
| Samoa           | 0 – 3  | Vanuatu                          | Toleafoa J.S. Blatter Complex, Apia diváci: 650 rozhodčí: Matthew Breeze (Austrálie) |
|                 | Report | Mermer 13' Chillia 55' Maleb 57' | Toleafoa J.S. Blatter Complex, Apia diváci: 650 rozhodčí: Matthew Breeze (Austrálie) |

| 17. května 2004 |        |                                                                                     |                                                                                             |
| Americká Samoa  | 0 – 10 | Papua Nová Guinea                                                                   | Toleafoa J.S. Blatter Complex, Apia diváci: 150 rozhodčí: Michael Afu (Šalomounovy ostrovy) |
|                 | Report | Davani 23', 24', 40', 79' Andrew Lepani 26', 28', 64' Wasi 34' Komboi 37' Lohai 71' | Toleafoa J.S. Blatter Complex, Apia diváci: 150 rozhodčí: Michael Afu (Šalomounovy ostrovy) |

| 17. května 2004 |        |                                                  |                                                                                           |
| Samoa           | 0 – 4  | Fidži                                            | Toleafoa J.S. Blatter Complex, Apia diváci: 450 rozhodčí: Constantinos Diomis (Austrálie) |
|                 | Report | Toma 17' Sabutu 52' Masinisau 82' Rokotakala 84' | Toleafoa J.S. Blatter Complex, Apia diváci: 450 rozhodčí: Constantinos Diomis (Austrálie) |

| 19. května 2004 |        |                             |                                                                                      |
| Fidži           | 0 – 3  | Vanuatu                     | Toleafoa J.S. Blatter Complex, Apia diváci: 200 rozhodčí: Matthew Breeze (Austrálie) |
|                 | Report | Thomsen 45+' Lauru 63', 65' | Toleafoa J.S. Blatter Complex, Apia diváci: 200 rozhodčí: Matthew Breeze (Austrálie) |

| 19. května 2004 |        |                                                              |                                                                                           |
| Samoa           | 1 – 4  | Papua Nová Guinea                                            | Toleafoa J.S. Blatter Complex, Apia diváci: 300 rozhodčí: Constantinos Diomis (Austrálie) |
| Michael 69'     | Report | Davani 16' Andrew Lepani 37' Nathaniel Lepani 55' Komeng 68' | Toleafoa J.S. Blatter Complex, Apia diváci: 300 rozhodčí: Constantinos Diomis (Austrálie) |

## Druhá fáze
| Tým                 | Z | V | R | P | GV | GI | +/- | B  |
| ------------------- | - | - | - | - | -- | -- | --- | -- |
| Austrálie           | 5 | 4 | 1 | 0 | 21 | 3  | +18 | 13 |
| Šalomounovy ostrovy | 5 | 3 | 1 | 1 | 9  | 6  | +3  | 10 |
| Nový Zéland         | 5 | 3 | 0 | 2 | 17 | 5  | +12 | 9  |
| Fidži               | 5 | 1 | 1 | 3 | 3  | 10 | -7  | 4  |
| Tahiti              | 5 | 1 | 1 | 3 | 2  | 24 | -22 | 4  |
| Vanuatu             | 5 | 1 | 0 | 4 | 5  | 9  | -4  | 3  |

Týmy  Austrálie a  Šalomounovy ostrovy postoupily do finálové fáze kvalifikace MS 2006 a také do finále Oceánského poháru národů 2004.
| 29. května 2004 |        |                        |                                                                               |
| Vanuatu         | 0 – 1  | Šalomounovy ostrovy    | Marden Sports Complex, Adelaide diváci: 200 rozhodčí: Mark Shield (Austrálie) |
|                 | Report | Batram Suri 51' (pen.) | Marden Sports Complex, Adelaide diváci: 200 rozhodčí: Mark Shield (Austrálie) |

| 29. května 2004 |        |       |                                                                             |
| Tahiti          | 0 – 0  | Fidži | Hindmarsh Stadium, Adelaide diváci: 3 000 rozhodčí: Stefano Farina (Itálie) |
|                 | Report |       | Hindmarsh Stadium, Adelaide diváci: 3 000 rozhodčí: Stefano Farina (Itálie) |

| 29. května 2004 |        |             |                                                                               |
| Austrálie       | 1 – 0  | Nový Zéland | Hindmarsh Stadium, Adelaide diváci: 12 130 rozhodčí: Claus Bo Larsen (Dánsko) |
| Bresciano 40'   | Report |             | Hindmarsh Stadium, Adelaide diváci: 12 130 rozhodčí: Claus Bo Larsen (Dánsko) |

| 31. května 2004                  |        |                     |                                                                                              |
| Nový Zéland                      | 3 – 0  | Šalomounovy ostrovy | Marden Sports Complex, Adelaide diváci: 217 rozhodčí: Eduardo Iturralde Gonzalez (Španělsko) |
| Fisher 36' Oughton 81' Lines 90' | Report |                     | Marden Sports Complex, Adelaide diváci: 217 rozhodčí: Eduardo Iturralde Gonzalez (Španělsko) |

| 31. května 2004                                                                                 |        |        |                                                                             |
| Austrálie                                                                                       | 9 – 0  | Tahiti | Hindmarsh Stadium, Adelaide diváci: 1 200 rozhodčí: Harry Attison (Vanuatu) |
| Cahill 14', 47' Skoko 43' Simon 44' (vl.) Sterjovski 51', 61', 74' Zdrilic 85' Chipperfield 89' | Report |        | Hindmarsh Stadium, Adelaide diváci: 1 200 rozhodčí: Harry Attison (Vanuatu) |

| 31. května 2004 |        |         |                                                                              |
| Fidži           | 1 – 0  | Vanuatu | Hindmarsh Stadium, Adelaide diváci: 500 rozhodčí: Charles Ariiotima (Tahiti) |
| Toma 73'        | Report |         | Hindmarsh Stadium, Adelaide diváci: 500 rozhodčí: Charles Ariiotima (Tahiti) |

| 2. června 2004                                   |        |              |                                                                                                |
| Austrálie                                        | 6 – 1  | Fidži        | Marden Sports Complex, Adelaide diváci: 2 200 rozhodčí: Eduardo Iturralde Gonzalez (Španělsko) |
| Madaschi 6', 50' Cahill 39', 66', 75' Elrich 89' | Report | Gataurua 19' | Marden Sports Complex, Adelaide diváci: 2 200 rozhodčí: Eduardo Iturralde Gonzalez (Španělsko) |

| 2. června 2004 |        |                                             |                                                                        |
| Tahiti         | 0 – 4  | Šalomounovy ostrovy                         | Hindmarsh Stadium, Adelaide diváci: 50 rozhodčí: Leone Rakaroi (Fidži) |
|                | Report | Fa'arodo 9' Menapi 14', 80' Batram Suri 42' | Hindmarsh Stadium, Adelaide diváci: 50 rozhodčí: Leone Rakaroi (Fidži) |

| 2. června 2004                           |        |                 |                                                                           |
| Vanuatu                                  | 4 – 2  | Nový Zéland     | Hindmarsh Stadium, Adelaide diváci: 356 rozhodčí: Stefano Farina (Itálie) |
| Chillia 37' Bibi 64' Maleb 72' Qorig 88' | Report | Coveny 61', 75' | Hindmarsh Stadium, Adelaide diváci: 356 rozhodčí: Stefano Farina (Itálie) |

| 4. června 2004                                                                  |        |        |                                                                               |
| Nový Zéland                                                                     | 10 – 0 | Tahiti | Marden Sports Complex, Adelaide diváci: 200 rozhodčí: Mark Shield (Austrálie) |
| Coveny 6', 38', 45+' Fisher 16', 22', 63' Jones 72' Oughton 74' Nelsen 82', 87' | Report |        | Marden Sports Complex, Adelaide diváci: 200 rozhodčí: Mark Shield (Austrálie) |

| 4. června 2004 |        |                         |                                                                             |
| Fidži          | 1 – 2  | Šalomounovy ostrovy     | Hindmarsh Stadium, Adelaide diváci: 1 500 rozhodčí: Harry Attison (Vanuatu) |
| Toma 21'       | Report | Kakai 16' Houkarawa 82' | Hindmarsh Stadium, Adelaide diváci: 1 500 rozhodčí: Harry Attison (Vanuatu) |

| 4. června 2004 |        |                             |                                                                                |
| Vanuatu        | 0 – 3  | Austrálie                   | Hindmarsh Stadium, Adelaide diváci: 4 000 rozhodčí: Charles Ariiotima (Tahiti) |
|                | Report | Aloisi 25', 85' Emerton 81' | Hindmarsh Stadium, Adelaide diváci: 4 000 rozhodčí: Charles Ariiotima (Tahiti) |

| 6. června 2004                  |        |          |                                                                             |
| Tahiti                          | 2 – 1  | Vanuatu  | Marden Sports Complex, Adelaide diváci: 300 rozhodčí: Leone Rakaroi (Fidži) |
| Temataua 40' Gabriel Wajoka 89' | Report | Iwai 23' | Marden Sports Complex, Adelaide diváci: 300 rozhodčí: Leone Rakaroi (Fidži) |

| 6. června 2004 |        |                     |                                                                              |
| Fidži          | 0 – 2  | Nový Zéland         | Hindmarsh Stadium, Adelaide diváci: 2 000 rozhodčí: Claus Bo Larsen (Dánsko) |
|                | Report | Bunce 8' Coveny 56' | Hindmarsh Stadium, Adelaide diváci: 2 000 rozhodčí: Claus Bo Larsen (Dánsko) |

| 6. června 2004      |        |                        |                                                                                            |
| Šalomounovy ostrovy | 2 – 2  | Austrálie              | Hindmarsh Stadium, Adelaide diváci: 3 500 rozhodčí: Eduardo Iturralde Gonzalez (Španělsko) |
| Menapi 43', 75'     | Report | Cahill 50' Emerton 52' | Hindmarsh Stadium, Adelaide diváci: 3 500 rozhodčí: Eduardo Iturralde Gonzalez (Španělsko) |

## Finálová fáze
| 3. září 2005 19:30                                                              |        |                     |                                                                                            |
| Austrálie                                                                       | 7 – 0  | Šalomounovy ostrovy | Sydney Football Stadium, Sydney diváci: 16 000 rozhodčí: Subkhiddin Mohd Salleh (Malajsie) |
| Culina 20' Viduka 36', 43' Cahill 57' Chipperfield 64' Thompson 68' Emerton 89' | Report |                     | Sydney Football Stadium, Sydney diváci: 16 000 rozhodčí: Subkhiddin Mohd Salleh (Malajsie) |

| 6. září 2005 13:00  |        |                          |                                                                         |
| Šalomounovy ostrovy | 1 – 2  | Austrálie                | Lawson Tama, Honiara diváci: 16 000 rozhodčí: Shamsul Maidin (Singapur) |
| Fa'arodo 49'        | Report | Thompson 19' Emerton 58' | Lawson Tama, Honiara diváci: 16 000 rozhodčí: Shamsul Maidin (Singapur) |

 Austrálie zvítězila celkovým skóre 9:1 a postoupila do mezikontinentální baráže proti pátému celku zóny CONMEBOL.